# Президентские выборы в США (1880)
Президентские выборы в США 1880 года проходили 2 ноября и рассматривались как референдум по одобрению ослабления политики реконструкции Юга, проводимого республиканской администрацией Ратерфорда Хейза. Одной из немногих дискуссий предвыборной кампании был вопрос тарифов. Республиканцы поддерживали их увеличение, а демократы предлагали снижение. Президент Хейз, соблюдая обещание, данное на выборах 1876 года, не выдвигал себя на второй срок, поэтому республиканцы выдвинули Джеймса Абрама Гарфилда, прочно стоявшего на партийной платформе. Демократическая партия номинировала генерала Уинфилда Скотта Хэнкока, участвовавшего в гражданской войне. Гарфилд набрал лишь на 2000 больше голосов, чем Хэнкок, но благодаря мажоритарной системе в штатах значительно обогнал Хэнкока по голосам выборщиков: 214 против 155. Это были самые близкие по голосам избирателей результаты в истории президентских выборов США. В седьмой раз президентом стал кандидат, получивший менее 50% голосов избирателей.

## Выборы

### Выдвижение

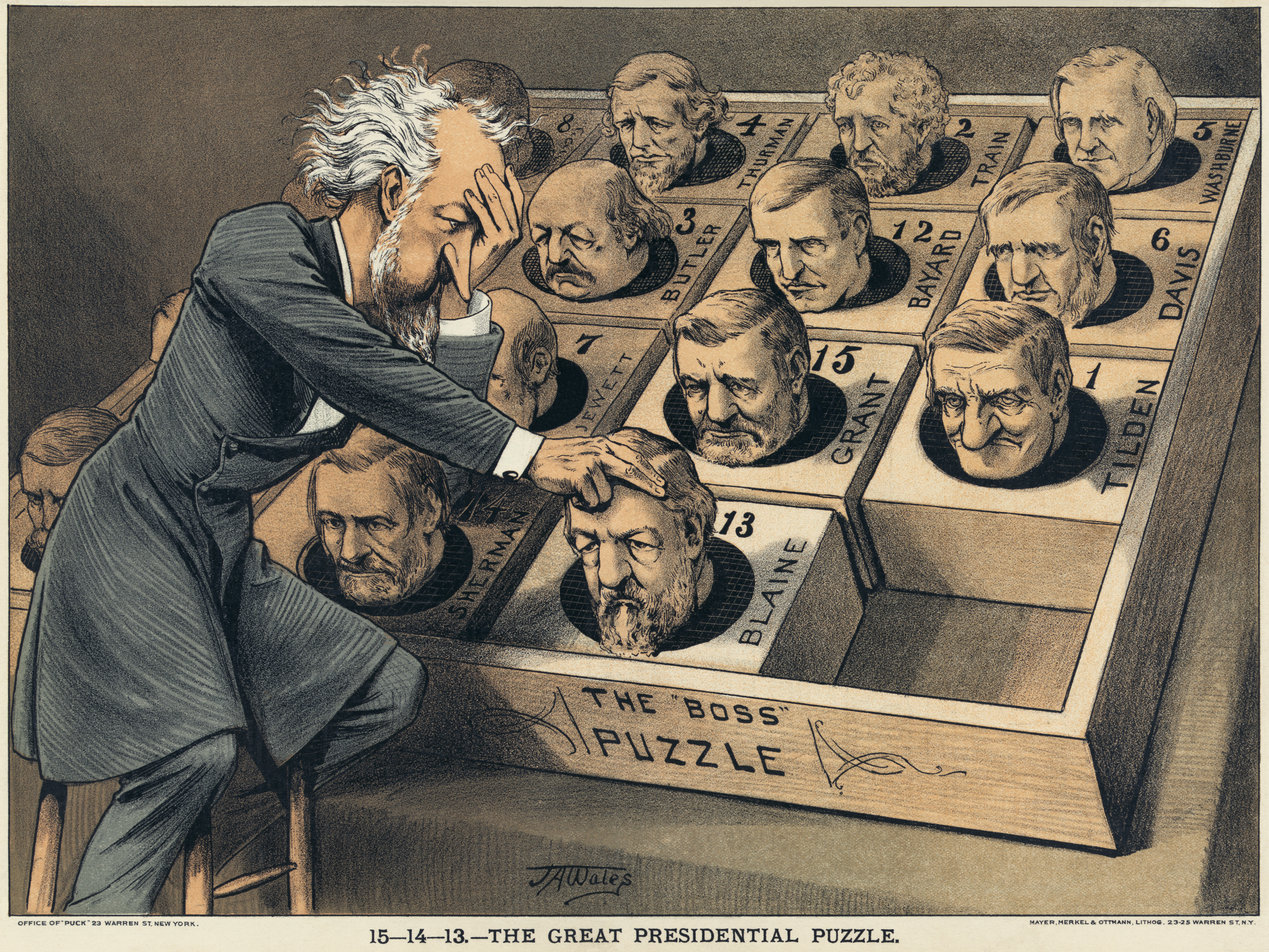
Политическая карикатура на Республиканскую национальную конвенцию 1880 года. Сенатор-республиканец Роскоу Конклинг над «президентской головоломкой». Конклинг пытался использовать своё влияние в партии для выдвижения Гранта.

Несмотря на то, что президент Хейз не выдвигался на второй срок, бывший президент-республиканец Улисс Грант, занимавший пост в 1869-1877 годах, выдвинул себя на третий срок. Перед началом национальной республиканской конвенции Грант был фаворитом гонки. Однако, его оппоненты поддерживали других кандидатов, таких как Джеймс Гиллиспи Блэйн и Джон Шерман. Джеймс Гарфилд, поддерживавший Шермана, выступил с выразительной речью в его поддержку и неожиданно сам оказался поддержанным депутатами. На 36-м голосовании Гарфилд набрал 399 голосов депутатов, обогнав Гранта (313), Блэйна (285) и самого Шермана, и был номинирован от Республиканской партии. Честер Артур был выдвинут в кандидаты на пост вице-президента.
Демократы, собравшиеся на национальную конвенцию в Цинциннати, поначалу имели несколько десятков возможных кандидатов. В конце концов Уинфилд Хэнкок набрал 705 голосов и с большим отрывом от других кандидатов (следующим был Томас Байярд со 154 голосами) выиграл номинацию.

### Кампания
Демократы поначалу атаковали оспариваемые результаты предыдущих выборов 1876 года, а республиканцы вновь подняли вопросы гражданской войны, но вскоре кампания сместилась на обсуждение личностей кандидатов. Гарфилд позиционировал себя как трудягу, добившегося всего сам. Республиканцы, хотя и избегали впрямую нападать на пользовавшегося высокой репутацией Хэнкока, заявляли, что он будет лишь ширмой для коррумпированных демократов. Демократы также поднимали в своей критике противоположной стороны вопрос республиканской коррупции и особенно атаковали Честера Артура, кандидата на пост вице-президента.

### Результаты
| Кандидат             | Партия                 | Избиратели | Избиратели | Выборщики |
| Кандидат             | Партия                 | Количество | %          | Выборщики |
| -------------------- | ---------------------- | ---------- | ---------- | --------- |
| Джеймс Абрам Гарфилд | Республиканская партия | 4 453 337  | 48,31%     | 214       |
| Уинфилд Хэнкок       | Демократическая партия | 4 444 267  | 48,22%     | 155(а)    |
| Джеймс Уивер         | Партия гринбекеров     | 306 135    | 3,32%      | 0         |
| Нил Доу              | Партия запрета         | 10 269     | 0,11%      | 0         |
| Другие               | —                      | 3 402      | 0,04%      | 0         |
| Всего                | Всего                  | 9 217 410  | 100%       | 369       |

(a) Джорджия в нарушение Конституции проводила собрание выборщиков позже нежели все остальные штаты (8 декабря вместо первой среды декабря - 1 декабря) и таким образом выборы были неконситуционными, но Конгресс решил засчитать 11 голосов штата и у Хэнкока стало 155 вместо положенных 144.